# Willa „Obrochtówka”
Willa „Obrochtówka” – willa w Zakopanem, położona przy ul. Kraszewskiego 10a.
Willa została wybudowana przez Jana Obrochtę Bartusia w 1898, zgodnie z założeniami stylu zakopiańskiego, w kontakcie ze Stanisławem Witkiewiczem (Obrochta Bartuś był cieślą na budowach wznoszonych według projektów Witkiewicza). Do II wojny światowej pełniła rolę pensjonatu. Prowadziły go (prawie od początku) siostry Juliana Marchlewskiego: Józefa, Wanda i Marta. Podobnie jak brat były one czynnymi działaczkami rewolucyjnymi i pozostawały pod stałym nadzorem służb specjalnych. W Obrochtówce miały miejsce stałe spotkania nie tylko działaczy lewicowych, ale wielu znanych osobistości Zakopanego. Bywali w willi, oprócz Marchlewskiego (który w dużej części napisał tu Szkice o Tatrach), Henryk Sienkiewicz, Stanisław Witkiewicz, Mariusz Zaruski, Stefan Żeromski, Ludwik Krzywicki, Adam Mahrburg oraz Baudouin de Courtenay. 
Jesienią 1941 okupanci niemieccy przeszukali dom i spalili w ogrodzie znalezione na strychu książki i dokumenty polskie z kolekcji rodzin Hawranków i Kieszkowskich (musieli oni uchodzić w 1939 z uwagi na działalność patriotyczną). Dom przeznaczono na mieszkanie dla furmanów i skład końskiej paszy.
W 1946 budynek skomunalizowano i zamieszkali tu zwykli lokatorzy. W 1978 obiekt wpisano do rejestru zabytków (mimo wcześniejszych remontów nie naruszono jego wartości architektonicznej). Od 1971 działa tu karczma regionalna Obrochtówka, w której gościli m.in. Czesław Niemen, Anna German, Barbara Wachowicz, Wiesław Gołas czy Renata Dancewicz. W 2010 w karczmie został zrealizowany odcinek programu Kuchenne rewolucje.